# Nghĩa trang Gò Dưa
Nghĩa trang Gò Dưa là nghĩa trang nằm ở phường Bình Chiểu, thành phố Thủ Đức, Thành phố Hồ Chí Minh, Việt Nam, được thành lập vào năm 1966.

## Lịch sử
Nghĩa trang do hội Trung Việt Ái Hữu - thành phần là những người đồng hương Quảng Nam-Đà Nẵng - lập ra vào năm 1966 để lưu dân người Quảng khi qua đời thì được chôn cất gần nhau. Năm 1978, hội Trung Việt Ái Hữu giao lại nghĩa trang cho Ủy ban Nhân dân xã Tam Bình, huyện Thủ Đức. Sau khi huyện Thủ Đức được nâng lên thành quận và phường Bình Chiểu được lập ra trên một phần diện tích xã Tam Bình, nghĩa trang được chuyển về dưới quyền sở hữu của Ủy ban Nhân dân phường Bình Chiểu, quận Thủ Đức.
Đến ngày 1 tháng 6 năm 2023, nghĩa trang này đã ngừng tiếp nhận việc chôn cất.

## Tình trạng
Đất nghĩa trang thuộc sở hữu nhà nước tại nghĩa trang Gò Dưa có diện tích 17 ha, bao gồm nghĩa trang quận Thủ Đức và nghĩa trang Trung Việt Ái Hữu cũ. Hiện phần đất này không còn trống, người có nhu cầu mua huyệt thì mua đất của tư nhân sát bên nghĩa trang Gò Dưa với giá cao. Quanh nghĩa trang Gò Dưa có 12 nghĩa trang tư nhân với diện tích khoảng 23 ha (số liệu năm 2012).
Nghĩa trang Gò Dưa là khu vực vắng người, có nhiều tệ nạn xã hội như tiêm chích ma túy, đánh bạc; các băng đảng tội phạm thường xuyên đánh nhau để giành lãnh địa.

## Mộ người nổi tiếng
- Bùi Giáng (1926-1998), nhà thơ, dịch giả, nhà nghiên cứu văn học
- Tạ Ký (1928-1979), nhà thơ, nhà giáo
- Trịnh Công Sơn (1939-2001), nhạc sĩ Việt Nam. Thực ra mộ Trịnh Công Sơn nằm trong khuôn viên nghĩa trang chùa Quảng Bình, bản chất là một nghĩa trang tư nhân nằm bên cạnh nghĩa trang Gò Dưa.[3]